# Американська асоціація перекладачів
Американська асоціація перекладачів (англ. American Translators Association, скорочено ATA) — найбільше професійне об'єднання перекладачів США: нараховує понад 10 тисяч членів із 90 країн. Заснована в 1959 році.
Членом цієї організації може стати будь-яка людина, яка цікавиться письмовим або усним перекладом із професійною або науковою метою. Серед членів Американської асоціації перекладачів — усні й письмові перекладачі, викладачі, менеджери проектів, розробники інтернет-сайтів і програмного забезпечення, бюро перекладів, лікарні, університети й державні установи.
ATA пропонує своїм членам сертифікаційні іспити в деяких мовних парах. Асоціація афілійована з Міжнародною федерацією перекладачів (FIT). Асоціація базується в Александрії (штат Вірджинія).
На відміну від профспілок, Американська асоціація перекладачів представляє інтереси як «працівників», так і «роботодавців» — тобто і перекладачів, які виконують переклади, і бюро перекладів, які їх купують. Крім того, асоціація не надає перекладачам таких пільг, як укладення колективних договорів і медичні страховки.

## Професійний розвиток
Основні цілі Американської асоціації перекладачів — сприяння професійному розвитку перекладачів, його й підтримка, підвищення авторитету перекладацької професії. Для досягнення цих цілей асоціація пропонує велику кількість програм і послуг, зокрема низку одноденних семінарів і практичних занять протягом усього року. Щоосені відбувається щорічна конференція ATA. Під час цих подій проводяться освітні й навчальні заходи відносно різних предметів і мов.

## Сертифікація
ATA проводить сертифікаційні іспити в таких мовних парах:
- На англійську мову — з арабської, угорської, нідерландської, даньскої, німецької, іспанської, італійської, польської, португальської, російської, французької, хорватської, японської мов[5].

- З англійської мови — на угорську, нідерландську, німецьку, іспанську, італійську, китайську, македонську, польську, португальську, російську, українську, фінську, французьку, хорватську, японську.

Станом на 2004 рік асоціація вимагає від своїх членів, щоб вони набрали певну кількість балів «неперервної освіти» зі схваленого й пропонованого асоціацією набору для збереження сертифікації вже після успішної здачі сертифікаційного іспиту.

## Органи керування
Діяльність Американської асоціації перекладачів регулюється її Статутом. В асоціації є президент, новообраний президент, секретар, скарбник і рада директорів у складі дев'яти членів. Крім того, господарською діяльністю асоціації завідує виконавчий директор.

### Діючі посадові особи[7]
- Кейтілін Уолш (Caitilin Walsh), президент
- Девід Рамзі (David C. Rumsey), обраний президент, який ще не посів на посаді
- Корінн Маккей (Corinne R. Mckay), новообраний президент
- Борис Сільверстейн (Boris M. Silversteyn), секретар
- Тед Возняк (Ted R. Wozniak), скарбник

### Попередні президенти
- 1960—1963: Александр Гоуд (Alexander Gode)
- 1963—1965: Курт Джинголд (Kurt Gingold)
- 1965—1967: Генрі Фішбах (Henry Fischbach)
- 1967—1969: Борис Анзловар (Boris Anzlowar)
- 1969—1970: Даніел Пітер Мойніхан (Daniel Peter Moynihan) (пішов у відставку в червні 1970 р.)
- 1970—1971: Вільям Бертше (William I. Bertsche) (виконував обов'язки президента замість Мойніхана)
- 1971—1973: Томас Вайлдс (Thomas Wilds)
- 1973—1975: Вільям Бертше (William I. Bertsche)
- 1975—1977: Рой Тінслі (Roy Tinsley)
- 1977—1979: Джозефіна Торнтон (Josephine Thornton)
- 1979—1981: Томас Бауман (Thomas R. Bauman)
- 1981—1983: Бенджамін Тіге (Benjamin Teague)
- 1983—1985: Вірджинія Ева Беррі (Virginia Eva Berry)
- 1985—1987: Патрисія Ньюмен (Patricia E. Newman)
- 1987—1989: Карл Куммер (Karl Kummer)
- 1989—1991: Дінна Гаммонд (Deanna L. Hammond)
- 1991—1993: Леслі Вілсон (Leslie Wilson)
- 1993—1995: Едит Лоса (Edith F. Losa)
- 1995—1997: Пітер Кравучке (Peter W. Krawutschke)
- 1997—1999: Мюріел Джером-О'Кіффе (Muriel M. Jérôme-O'Keeffe)
- 1999—2001: Енн Макфарлейн (Ann G. Macfarlane)
- 2001—2003: Томас Вест III (Thomas L. West III)
- 2003—2005: Скотт Бреннан (Scott Brennan)
- 2005—2007: Маріанна Гринфілд (Marian S. Greenfield)
- 2007—2009: Їржі Стейскал (Jiri Stejskal)
- 2009—2011: Ніколас Хартманн (Nicholas Hartmann)
- 2011—2013: Дороті Расетт (Dorothee Racette)
- 2013—2015: Кейтлін Волш (Caitilin Walsh)

## Друковані видання
- http://www.atanet.org/publications/chronicle.php [Архівовано 18 червня 2020 у Wayback Machine.] The ATA Chronicle] («АТА Кронікл») — щомісячне паперове видання, у якому публікуються статті різної пов'язаної з перекладом тематики, є регулярні рубрики.
- Translation: Getting it Right
- Beacons [Архівовано 3 березня 2016 у Wayback Machine.]
- ATA Scholarly Monograph Series — видається компанією John Benjamins.

## Структура
За ознакою мови або сфери діяльності в асоціації ATA створено 16 спеціальних груп, або підрозділів[1]. Підрозділи ATA надають членам асоціації, які мають спільні інтереси, можливість об'єднуватися й розвивати свою кар'єру. У підрозділах пропонуються інформаційні бюлетені, інтернет-форуми, семінари, презентації на конференціях та налагодження зв'язків. Будь-який член ATA може належати до будь-якого підрозділу.
- Підрозділ китайської мови (Chinese Language Division)
- Підрозділ французької мови (French Language Division)
- Підрозділ німецької мови (German Language Division)
- Підрозділ усних перекладачів (Interpreters Division)
- Підрозділ італійської мови (Italian Language Division)
- Підрозділ японської мови (Japanese Language Division)
- Підрозділ корейської мови (Korean Language Division)
- Підрозділ мовних технологій (Language Technology Division)
- Літературний підрозділ (Literary Division)
- Медичний підрозділ (Medical Division)
- Підрозділ скандинавських мов (Nordic Division)
- Підрозділ португальської мови (Portuguese Language Division)
- Підрозділ слов'янських мов (Slavic Languages Division)
- Підрозділ іспанської мови (Spanish Language Division)
- Підрозділ перекладацьких компаній (Translation Company Division)
- Науково-технічний підрозділ (Science & Technology Division)

## Відділення ATA
Відділення ATA й афілійовані з нею організації надають місцевим перекладачам відомості щодо їхнього регіону, маркетингові й допоміжні послуги та майданчик для спілкування.
- Atlanta Association of Interpreters and Translators (AAIT)
- Carolina Association of Interpreters and Translators (CATI)
- Colorado Translators Association (CTA)
- Delaware Valley Translators Association (DVTA)
- Michigan Translators/Interpreters Network (Mitin)
- Mid-America Chapter of ATA (MICATA)
- Midwest Association of Translators and Interpreters (MATI)
- National Capital Area Chapter of the ATA (NCATA)
- New York Circle of Translators (NYCT)
- Northeast Ohio Translators Association (NOTA)
- Northern California Translators Association (NCTA)
- Northwest Translators and Interpreters Society (NOTIS)
- Upper Midwest Translators and Interpreters Association (UMTIA)

## Афілійовані організації
- Austin Area Translators and Interpreters Association (AATIA)
- Houston Interpreters and Translators Association (HITA)
- Iowa Interpreters and Translators Association (IITA)
- New Mexico Translators and Interpreters Association (NMTIA)
- Tennessee Association of Professional Interpreters and Translators (TAPIT)
- Utah Translators and Interpreters Association (UTIA)

## Присуджувані нагороди й стипендії
Американська асоціація перекладачів присуджує усним і письмовим перекладачам низку нагород і стипендій. Серед них:
- ALTA National Translation Award — за переклад книг, опублікованих у Канаді або США
- Alexander Gode Medal — за видатні заслуги перед професією
- Ungar German Translation Award — за літературний переклад з німецької на англійську мову
- Lewis Galantière Award — за літературний переклад з іншого чим німецький мови на англійську мову
- Student Translation Award — за літературний, науковий або технічний переклад, виконаний студентом або випускником або групою студентів
- Стипендіальний фонд імені Харви Джордана (Harvie Jordan Scholarship Fund) — у підрозділі іспанської мови ATA
- Премія імені Эдмунда Бергера (S. Edmund Berger Prize) — за успіхи в науково-технічному перекладі
- Стипендія JTG Scholarship — студентам, що вивчають науково-технічний письмовий або усний переклад